# Sigma Pegasi
Sigma Pegasi (La tinh hóa từ σ Pegasi) là tên của một hệ sao đôi nằm trong một chòm sao phương bắc tên là Phi Mã. Với cấp sao biểu kiến kết hợp là 5,16, ta có thể thấy nó là một đốm sáng mờ nhạt. Để có thể nhìn thấy nó rõ ràng nhất, ta cần có một vị trí cách xa thành thị (do sự ô nhiễm ánh sáng làm hạn chế tầm nhìn) và điều kiện thời tiết tốt. Dựa trên giá trị thị sai, khoảng cách của nó với mặt trời là khoảng xấp xỉ 89 năm ánh sáng. Nó có chuyển động riêng tương đối cao, nó băng qua thiên cầu với tỉ lệ 0,524" trên một năm.
Ngôi sao chính của nó được chỉ định là Sigma Pegasi A, nó là một ngôi sao loại F nằm trong dãy chính có ánh sáng màu vàng trắng với quang phổ thuộc loại F6 V. Tuy nhiên, Frasca và các đồng sự của mình vào năm 2009 đã liệt kê nó là một sao gần mức khổng lồ loại F có quang phổ thuộc loại F7 IV. Nó có tuổi là 2,7 tỉ năm và có một chronosphere (tạm dịch là cầu Chrono, là lớp thứ 2 trong ba lớp chính của khí quyển của các ngôi sao như mặt trời) không hoạt động và đang tự quay với vận tốc 3 km/s. Nó có một ngôi sao đồng hành được định danh là Sigma Pegasi B, một ngôi sao lùn đỏ có cấp sao biểu kiến là 13,23 nằm ở góc phân tách 248". Có khả năng rất cao là nó nằm ở đĩa giữa của Ngân Hà (khả năng này là 96%).